# Bahne Rabe
Bahne Rabe (Luneburgo, 7 agosto 1963 – Kiel, 5 agosto 2001) è stato un canottiere tedesco.

## Palmarès

### Olimpiadi
- 2 medaglie:
  - 1 oro (Seul 1988 nell'otto[1])
  - 1 bronzo (Barcellona 1992 nell'otto[2])

### Mondiali
- 1 medaglia:
  - 1 oro (Vienna 1991 nel quattro con[2])